# Gerard Gonell
Gerard Gonell (21 de noviembre de 2000) es un deportista español que compite en esgrima, especialista en la modalidad de espada. Ganó una medalla de bronce en el Campeonato Europeo de Esgrima de 2024, en la prueba por equipos.

## Palmarés internacional
| Campeonato Europeo | Campeonato Europeo | Campeonato Europeo | Campeonato Europeo |
| Año                | Lugar              | Medalla            | Prueba             |
| ------------------ | ------------------ | ------------------ | ------------------ |
| 2024               | Basilea (Suiza)    | Medalla de bronce  | Espada por equipos |